# Kenneth Thomson (acteur)
Pour les articles homonymes, voir Kenneth Thomson et Thomson.
Kenneth Thomson (né le 7 janvier 1899 à Pittsburgh, mort le 26 janvier 1967 à Hollywood, Los Angeles) est un acteur du cinéma muet et des débuts du cinéma parlant.

## Filmographie

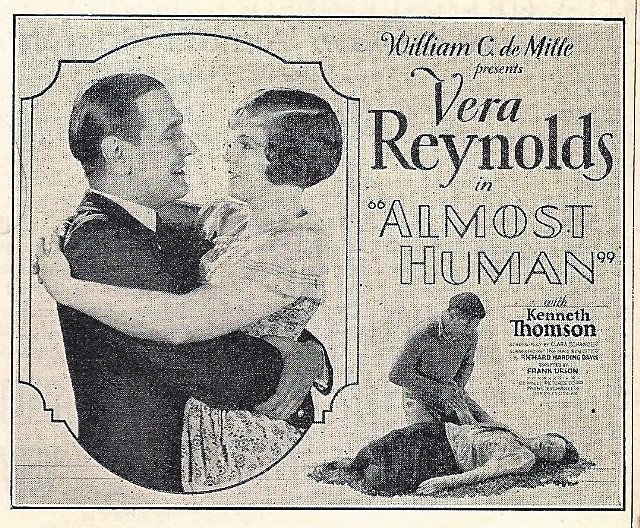
Kenneth Thomson avec Vera Reynolds sur l'affiche du film Almost Human.

- 1926 : Corporal Kate  : Jack Clarke
- 1926 : Risky Business : Ted Pyncheon M.D.
- 1927 : Man Bait : Gerald Sanford
- 1927 : Turkish Delight  : Donald Sims
- 1927 : White Gold : Alec Carson
- 1927 : Almost Human  : John Livingston
- 1927 : Le Roi des rois (The King of Kings) de Cecil B. DeMille : Lazarus
- 1928 : The Secret Hour  : Joe
- 1928 : The Street of Illusion : Curtis Drake
- 1929 : L'Affaire Bellamy (Bellamy Trial) de Monta Bell : Stephen Bellamy
- 1929 : The Broadway Melody  : Jacques Warriner (non crédité)
- 1929 : The Careless Age  : Owen
- 1929 : L'Affaire Burton (The Girl from Havana) de Benjamin Stoloff  : William Dane
- 1929 : The Letter
- 1929 : Chante-nous ça ! (Say It with Songs)  : Arthur Phillips
- 1929 : The Veiled Woman  : Dr. Donald Ross
- 1930 : Children of Pleasure : Rod Peck
- 1930 : The Doorway to Hell  : Captain of Academy
- 1930 : Just Imagine  : MT-3
- 1930 : Lawful Larceny (en)  : Andrew Dorsey
- 1930 : A Notorious Affair  : Dr. Alan Pomeroy
- 1930 : The Other Tomorrow  : Nort Larrison
- 1930 : Reno  : Richard Belden
- 1930 : Sweet Mama d'Edward F. Cline : Joe Palmer
- 1930 : Sweethearts on Parade  : Hendricks
- 1930 : Wild Company  : Joe Hardy
- 1931 : Bad Company  : Barnes - Henchman
- 1931 : Murder at Midnight  : Jim Kennedy
- 1931 : Woman Hungry : Leonard Temple
- 1931 : Up for Murder  : William's Daughter's Boyfriend (non crédité)
- 1932 : Thirteen Women  : Mr. Cousins (non crédité)
- 1932 : Movie Crazy  : Vance
- 1932 : Man Wanted : Fred 'Freddie' Ames
- 1932 : The Famous Ferguson Case : Bob Parks
- 1932 : Her Mad Night : Schuyler Durkin
- 1932 : 70,000 Witnesses : Dr. Collins
- 1932 : Fast Life : Mr. Williams
- 1932 : By Whose Hand? (: Chambers
- 1932 : Lawyer Man : Dr. Frank Gresham (non crédité)
- 1933 : The Little Giant : John Stanley
- 1933 : Female  : Red
- 1933 : Daring Daughters: Alan Preston
- 1933 : Son of a Sailor  : Williams
- 1933 : From Headquarters (en)  : Gordon Bates
- 1933 : Jungle Bride  : John Franklin
- 1933 : Sitting Pretty : Norman Lubin (non crédité)
- 1933 : Hold Me Tight  : Dolan (non crédité)
- 1934 : Behold My Wife!  : Jim Curson
- 1934 : In Old Santa Fe  : Matt Korber - alias Mr. Chandler
- 1934 : Cross Streets : Mort Talbot
- 1934 : Many Happy Returns  : Motion Picture Director
- 1934 : Premier Amour (Change of Heart)  : Howard Jackson
- 1935 : Behind the Green Lights (en)  : Charles T. 'Ritzy' Conrad
- 1935 : Manhattan Butterfly : un Gangster
- 1935 : Whispering Smith Speaks  : J. Wesley Hunt
- 1935 : Hop-a-long Cassidy : Jack Anthony
- 1936 : Blackmailer : Mr. Porter
- 1936 : With Love and Kisses  : Gangster
- 1937 : Jim Hanvey, Detective : W.B. Elwood
- 1937 : Criminal Lawyer  : First Trial Witness (non crédité)